# Marek Podsiadło
Marek Podsiadło (ur. 9 września 1961 w Krakowie) – polski piłkarz, występujący na pozycji obrońcy lub defensywnego pomocnika.

## Kariera
Jest wychowankiem Cracovii. W seniorskiej drużynie zadebiutował w 1979 roku. W 1980 roku zdobył wraz z reprezentacją Polski U-18 wicemistrzostwo Europy. W sezonie 1981/1982 wywalczył z Cracovią awans do I ligi. W Cracovii rozegrał łącznie 57 meczów w I lidze.
Po spadku Cracovii do drugiej ligi przed zakończeniem sezonu 1984/1985 został zawodnikiem Widzewa Łódź. Ogółem w barwach Widzewa występował do 1991 roku, rozgrywając 92 mecze w I lidze. Po opuszczeniu Widzewa był piłkarzem szwedzkiego Holmsunds FF oraz niemieckiego EFC Stahl. W 1992 roku wrócił do Polski, zostając zawodnikiem Wisłoki Dębica, zaś w styczniu 1993 roku przeszedł do GKS Bełchatów. Rok później został reprezentantem Porońca Poronin. Grał również w takich klubach, jak Watra Białka Tatrzańska, MZKS Alwernia, Royal Wawel SC, Iskra Krzęcin czy Bronowicki Kraków.
Po zakończeniu kariery piłkarskiej trenował kluby niższych lig, takie jak Wiślanka Grabie, Wawrzynianka Wawrzeńczyce, Iskra Krzęcin, Szreniawa Koszyce czy TS Węgrzce.

## Statystyki ligowe
| Sezon         | Klub           | Liga       | Mecze | Gole |
| ------------- | -------------- | ---------- | ----- | ---- |
| 1979/1980     | Cracovia       | II liga    | 12    | 2    |
| 1980/1981     | Cracovia       | II liga    | 23    | 0    |
| 1981/1982     | Cracovia       | II liga    | 28    | 3    |
| 1982/1983     | Cracovia       | I liga     | 29    | 0    |
| 1983/1984     | Cracovia       | I liga     | 28    | 0    |
| 1984/1985     | Cracovia       | II liga    | 27    | 0    |
| 1984/1985 (w) | Widzew Łódź    | I liga     | 0     | 0    |
| 1985/1986     | Widzew Łódź    | I liga     | 23    | 0    |
| 1986/1987     | Widzew Łódź    | I liga     | 11    | 1    |
| 1987/1988     | Widzew Łódź    | I liga     | 9     | 0    |
| 1988/1989     | Widzew Łódź    | I liga     | 21    | 1    |
| 1989/1990     | Widzew Łódź    | I liga     | 28    | 1    |
| 1990/1991     | Widzew Łódź    | II liga    | 33    | 2    |
| 1991 (j)      | Holmsunds FF   | Division 6 | ?     | ?    |
| 1991/1992 (w) | EFC Stahl      | Oberliga   | ?     | ?    |
| 1992/1993 (j) | Wisłoka Dębica | II liga    | 10    | 0    |
| 1992/1993 (w) | GKS Bełchatów  | II liga    | 8     | 0    |
| 1993/1994 (j) | GKS Bełchatów  | II liga    | 0     | 0    |